# Miroslav Řihošek
Miroslav Řihošek (né le 16 octobre 1919 à Přerov et mort le 8 février 1997 à Prague) est un athlète tchèque, spécialiste du saut en longueur. 

## Biographie
Concourant sous les couleurs de la Tchécoslovaquie, il remporte lors des championnats d'Europe de 1946, à Oslo, les médailles de bronze du saut en longueur et du relais 4 × 100 m.

### Palmarès
| Date | Compétition           | Lieu | Résultat | Épreuve          | Performance |
| ---- | --------------------- | ---- | -------- | ---------------- | ----------- |
| 1946 | Championnats d'Europe | Oslo | 3e       | Saut en longueur | 7,29 m      |
| 1946 | Championnats d'Europe | Oslo | 3e       | 4 × 100 m        | 42 s 2      |

### Records
| Épreuve          | Performance | Lieu | Date         |
| ---------------- | ----------- | ---- | ------------ |
| Saut en longueur | 7,29 m      | Oslo | 24 août 1946 |